# (2516) Roman
(2516) Roman es un asteroide perteneciente al cinturón de asteroides, descubierto el 6 de noviembre de 1964 por el equipo de la Universidad de Indiana desde el Observatorio Goethe Link, Brooklyn (Estados Unidos).

## Designación y nombre
Designado provisionalmente como 1964 VY. Fue nombrado Roman en honor a la astrónoma estadounidense Nancy Roman.